# Первомайська (Мелеузівський район)
Первома́йська (рос. Первомайская, башк. Беренсе май) — присілок у складі Мелеузівського району Башкортостану, Росія. Адміністративний центр Первомайської сільської ради.
До 10 вересня 2007 року присілок називався селище Центральної усадьби Арслановського совхоза.
Населення — 764 особи (2010; 725 в 2002).
Національний склад:
- башкири — 46%
- росіяни — 42%